# Janez Šubic (duhovnik)
Janez Šubic (tudi Ivan), slovenski katoliški duhovnik in prevajalec, * 5. maj 1821, Bukov Vrh, † cca. 1890, ??.

## Življenje in delo
Janez Šubic se naj bi rodil v Bukovem Vrhu leta 1821. Po šolanju v Škofji Loki se je odločil za duhovniški stan. Še kot bogoslovec je prevedel povest Evstahija, dobra hči, ki je prvič izšla 1840. leta, takrat še v bohoričici. Izšla je še 1880 in 1895. Ker se je posdpisoval le z začetnicami ali pa se ni podpisal ni znano ali je prevedel še kaj.